# الحقل بوجاق
الحقل بوجاق یک منطقهٔ مسکونی در سوریه است که در استان حلب واقع شده‌است.

## خصوصیات
الحقل بوجاق ۲٬۰۵۴ نفر جمعیت دارد.